# Pierre-Joseph Mongellaz
Pierre-Joseph Mongellaz — on trouve parfois les graphies Montgellaz ou Montjellaz, italianisé en Pietro Giuseppe Mongellaz —, né en 1795 à Flumet et mort le 9 mars 1860 à Reignier, est un médecin et homme politique savoyard.

## Publictions
Voici quelques ouvrages spécialisés concernant ses travaux : 
- Réflexions sur la théorie physiologique des fièvres intermittentes et des maladies périodiques: faisant suite à l'Essai sur les irritations intermittentes, et contenant un examen critique du Traité anatomico-pathologique des fièvresintermittentes, de M. Bailly, Delaunay, 1825.
- De la nature et du siége de la plupart des affections convulsives, comateuses, mentales, telles que l'hystérie, l'épilepsie, Delaunay, 1828.
- L'art de conserver sa santé et de prévenir les maladies héréditaires: ou, L'hygiène, appliquée à tous les âges, tous les sexes, tous les tempéramens, suivant les saisons et les professions diverses, Méquignon-Marvis, 1828.
- Monographie des irritations intermittentes : ou, Traité théorique et pratique des maladies périodiques, Société encyclographique des sciences médicales, 1839.